# Курета
Куре́та (Myiophobus) — рід горобцеподібних птахів родини тиранових (Tyrannidae). Представники цього роду мешкають в Центральній і Південній Америці.

## Таксономія і систематика
Молекулярно-генетичне дослідження, проведене Телло та іншими в 2009 році дозволило дослідникам краще зрозуміти філогенію родини тиранових. Згідно із запропонованою ними класифікацією, рід Курета (Myiophobus) належить до родини тиранових (Tyrannidae), підродини віюдитиних (Fluvicolinae) і триби Fluvicolini. До цієї триби систематики відносять також роди Тиранчик-короткодзьоб (Sublegatus), Патагонський пітайо (Colorhamphus), Пітайо (Ochthoeca), Вогнистий москверо (Pyrocephalus), Віюдита (Fluvicola), Білоголова віюдита (Arundinicola), Ятапа-стернохвіст (Gubernetes), Ятапа (Alectrurus) і Тиран-ножицехвіст (Muscipipra).

## Види
Виділяють шість видів:
- Курета оливкова (Myiophobus flavicans)
- Курета схилова (Myiophobus phoenicomitra)
- Курета болівійська (Myiophobus inornatus)
- Курета руда (Myiophobus roraimae)
- Курета еквадорська (Myiophobus cryptoxanthus)
- Курета іржаста (Myiophobus fasciatus)

## Етимологія
Наукова назва роду Myiophobus походить від сполучення слів дав.-гр. μυια — муха і φοβος — страх.